# Jozef Líška
Jozef Líška (16. března 1905 – ???) byl slovenský a československý politik a poúnorový bezpartijní poslanec Národního shromáždění ČSR.

## Biografie
Ve volbách roku 1954 byl zvolen do Národního shromáždění ve volebním obvodu Žilina jako bezpartijní poslanec. V parlamentu setrval až do konce funkčního období, tedy do voleb roku 1960. K roku 1954 se profesně uvádí jako člen ONV v Martině a člen JZD v obci Blatnica.